# Christian Mauvezin
Christian Mauvezin Perna (Montevideo, Uruguay; 31 de marzo de 1984) es un exfutbolista uruguayo.

## Clubes
| Club           | País    | Año       | PJ | Goles |
| -------------- | ------- | --------- | -- | ----- |
| Rentistas      | Uruguay | 2002-2005 | 47 | 1     |
| Cobresal       | Chile   | 2005      | 23 | 1     |
| Villa Española | Uruguay | 2006-2009 | 35 |       |
| Basañez        | Uruguay | 2010      |    |       |